# Tatiana Ferdman
Tatiana Ferdman, född 14 juli 1957 i Sverdlovsk, är en före detta sovjetisk bordtennisspelare och världsmästare i mixed dubbel.
Hon spelade bara två bordtennis-VM under sin karriär, 1975 och 1977. Hon vann då 1 guldmedalj och två bronsmedaljer alla 1975.
Som ungdomsspelare vann hon 7 EM-guld; 2 i singel, 2 i dubbel och 3 i lag.

## Meriter
- VM i bordtennis
  - 1975 i Calcutta
    - 3:e plats singel
    - 3:e plats dubbel
    - 1:a plats mixed dubbel (med Stanislav Gomozkov)
    - 6:e plats med det sovjetisk laget

  - 1977 i Birmingham
    - 6:e plats med det sovjetisk laget

- Bordtennis EM
  - 1976 i Prag
    - kvartsfinal dubbel
    - 1:a plats med det sovjetiska laget